# Scerni
Scerni är en ort och kommun i provinsen Chieti i regionen Abruzzo i Italien. Kommunen hade 3 191 invånare (2018).